# 481
481 је била проста година.

## Догађаји
- Краљ Хилдерик I умире у Турнеу после 24-годишње владавине. Наследио га је његов 15-годишњи син Хлодовех I, који постаје владар Салијских Франака у провинцији Галиа Белгика (модерна Белгија) до своје смрти 511. године.
- Теодорик Страбон побеђује побуњенике у Тракији, и креће са војском (13.000 људи) ка Цариграду. Након логистичких проблема, приморан је да се врати у Грчку. У логору у Стабулум Диомедис, близу Филипа, он пада са непослушног коња на копље и умире.
- Јермени се побуне против персијске владавине, у устанку који траје до 484. Предвођени Ваханом Мамиконијаном, нећаком покојног Вартана, добијају верску и политичку слободу у замену за војну помоћ.
- Јангсу из Гогурјеа напада Силу са Мохеима. Баекје и Гаиа долазе у помоћ Сили и побеђују трупе Гогурјеа.